# Djinn (film)
Pour les articles homonymes, voir Djinn (homonymie).
Pour plus de détails, voir Fiche technique et Distribution.
Djinn est un film émirati réalisé par Tobe Hooper et sorti en 2013. Il s'agit du dernier long métrage du réalisateur, décédé en 2017.

## Synopsis
Salama et Khalid forment un jeune couple. Expatriés aux États-Unis, ils décident après un évènement tragique de quitter New York pour retourner dans leur pays natal, à Ras el Khaïmah, pour se reconstruire. Mais une fois là-bas, Salama se sent très mal. Ils se rendent compte que leurs voisins ne sont peut-être pas réellement humains et que l'immense tour dans laquelle ils vivent a été construite sur un ancien village de pêcheurs abandonné. De son côté, un randonneur américain nommé Bobby arpente les lieux et se renseigne sur les djinns.

## Fiche technique
Sauf indication contraire, les informations mentionnées dans cette section peuvent être confirmées par la base de données cinématographiques IMDb,  présente dans la section « Liens externes ».
- Titre original : Djinn
- Réalisation : Tobe Hooper
- Scénario : David Tully
- Musique : BC Smith
- Direction artistique : Tyler Bishop Harron
- Décors : Brentan Harron
- Costumes : Angela Schnoeke-Paasch
- Photographie : Joel Ransom
- Montage : Andrew Cohen
- Production : Tim Smythe et Daniela Tully

Coproducteurs : Tim Andrew, Robert Crippen et Jaye Gazeley
- Sociétés de production : Imagenation Abu Dhabi FZ et FilmWorks
- Sociétés de distribution : Screen Media Films (États-Unis, Canada), Fortissimo Films (monde)
- Budget : [n/a]
- Pays de production :  Émirats arabes unis
- Langue originale : anglais
- Format : couleur
- Genre : horreur, fantastique
- Durée : 85 minutes
- Dates de sortie[3] :
  - États-Unis : 30 octobre 2013 (sortie limitée)
  - Émirats arabes unis : 31 octobre 2013
- Classification[4] :
  - États-Unis : Not Rated

## Distribution
- Razane Jammal : Salama
- Khalid Laith : Khalid
- Aiysha Hart : Sarah
- Carole Abboud : Zaynab
- Paul Luebke : Bobby
- May Calamawy : Aisha
- Ahmed Abdullah
- Saoud Al Kaabi : Mubarak
- Abdullah Al Junaibi : Nasser

## Production
Le tournage a lieu en mars et avril 2011 dans l'émirat de Ras el Khaïmah.